# La Fin du Monde (birra)
La Fin du Monde (lett. "La fine del mondo") è una birra canadese del Québec, prodotta dalla Unibroue dal 1994. Dal 2005 la birra è sotto la proprietà della multinazionale Sleeman Breweries dell'Ontario.

## Storia
Questa birra è prodotta in onore dei grandi esploratori che credevano di essere arrivati alla fine del mondo in occasione della scoperta dell'America. Nel febbraio 1994, dopo 18 mesi di ricerca, Unibroue lanciò la birra Fin du Monde.

## Dettagli
Ha un volume d'alcool del 9% grazie a una fermentazione tripla. Si tratta di una birra al gusto aromatizzato.
La Fin du Monde è una ale forte, bionda giallastra di fermentazione tripla. Viene conservata a circa 12 - 14 °C con un invecchiamento dai 5 anni in su. Il suo colore giallastro libera all'odore un gusto di frutta con emanazioni di agrumi e un sospetto di spezie. Birra vigorosa e maltata, possiede un gusto finale amaro. Ai pasti può sostituire i vini bianchi o rossi.